# コンロンカ

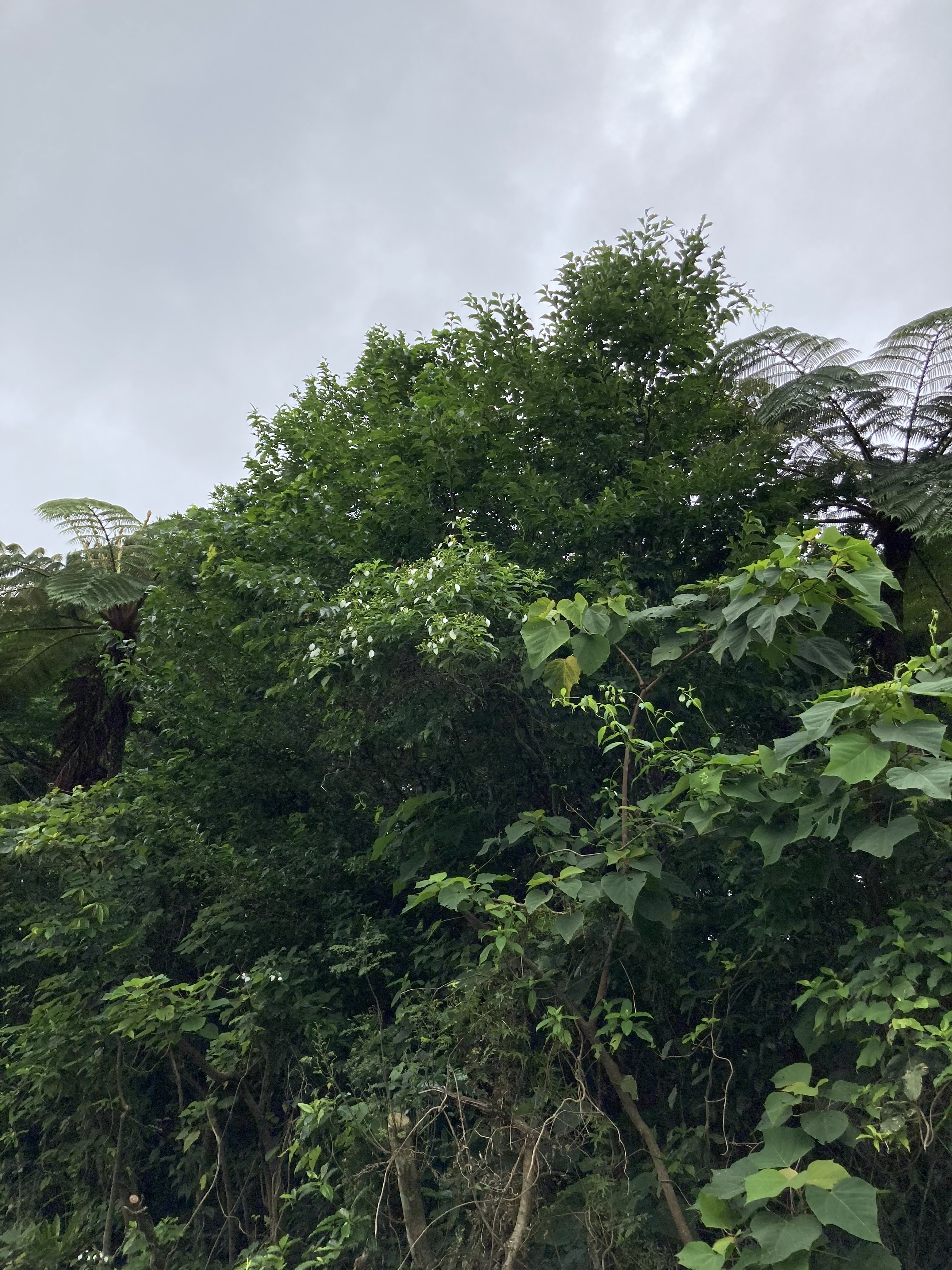
ヤエヤマコンロンカの木
（沖縄県石垣市宮良）

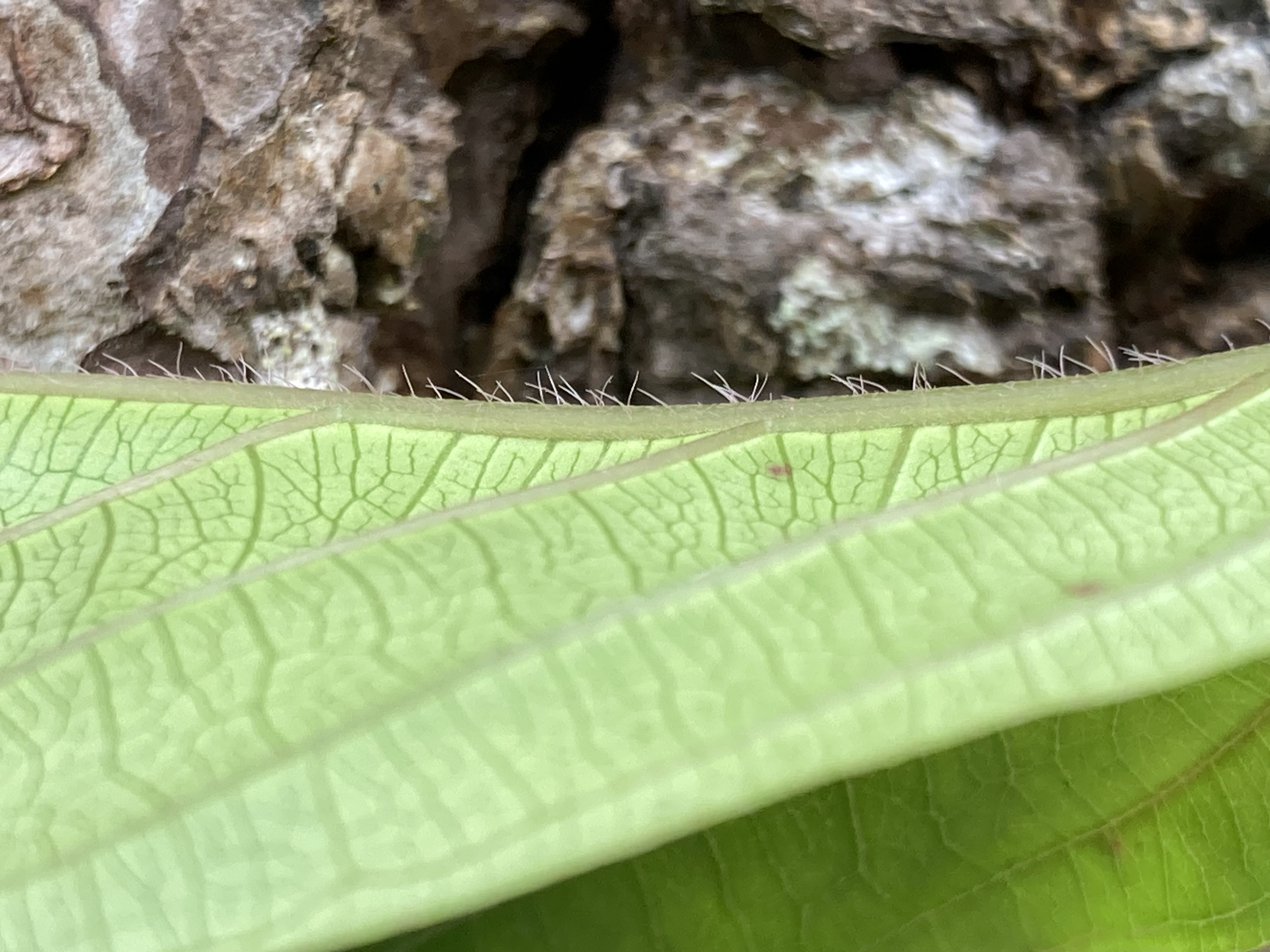
ヤエヤマコンロンカの葉裏の脈上の毛

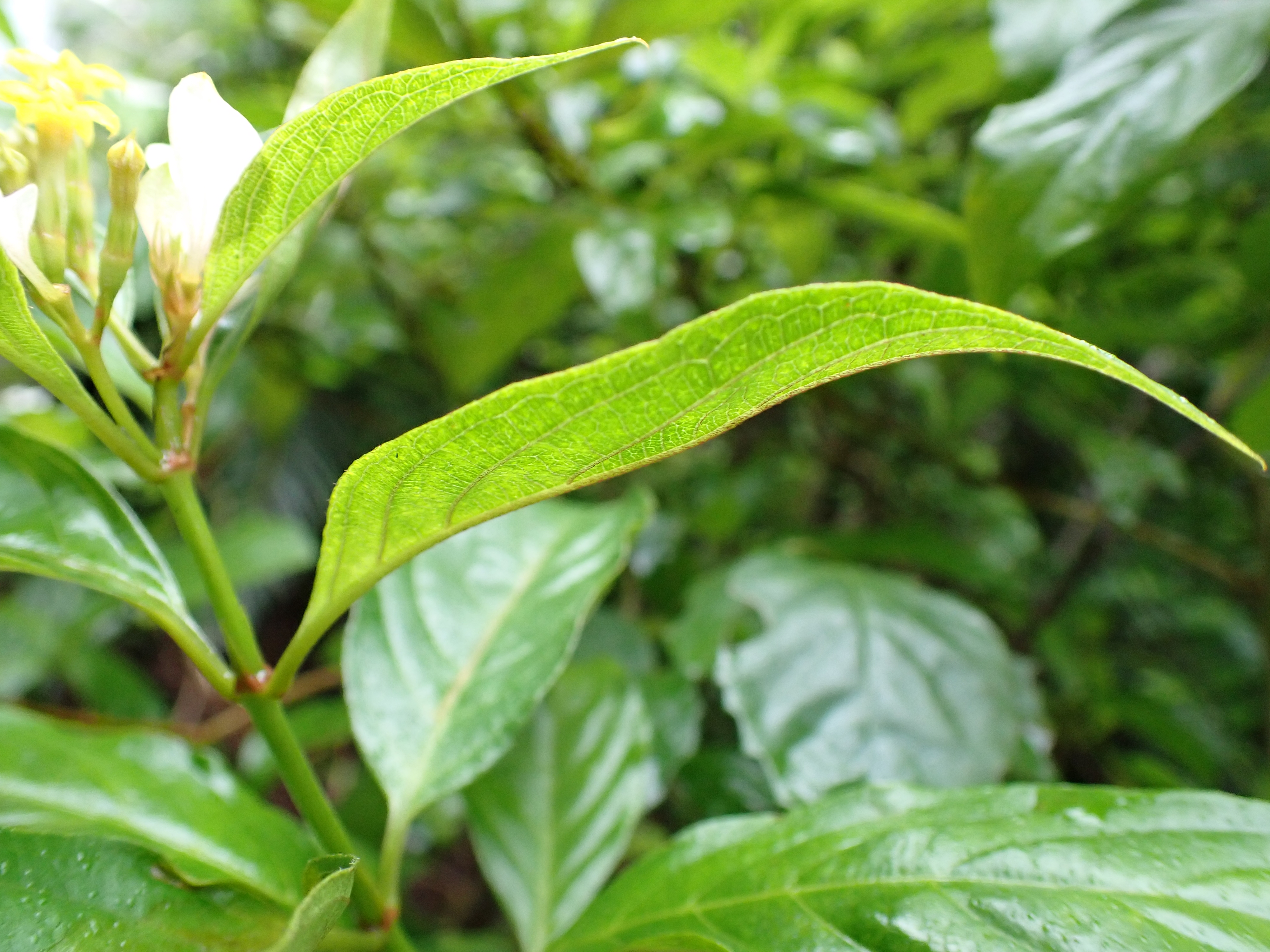
コンロンカの葉裏の葉脈は無毛

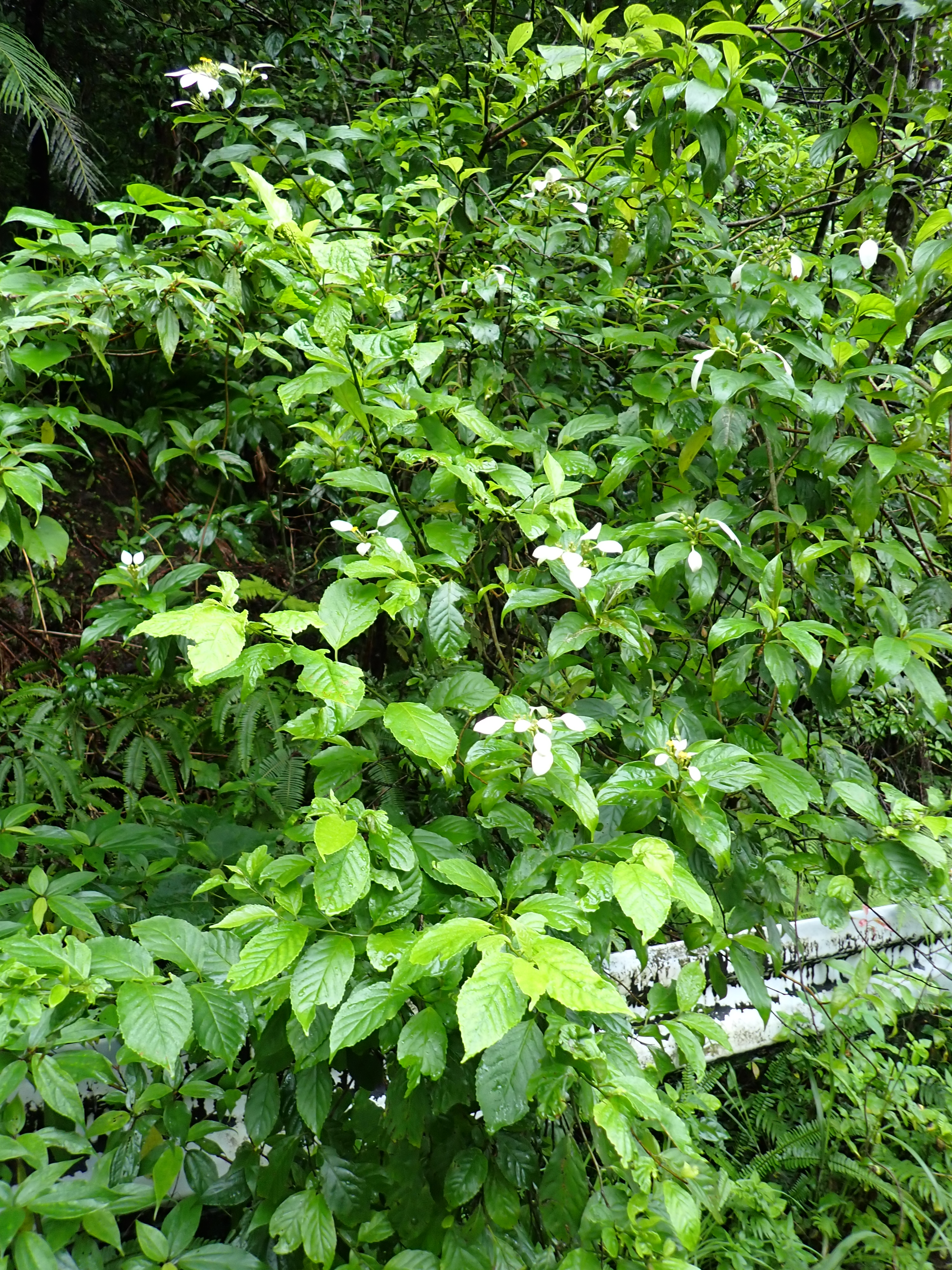
コンロンカ
（沖縄県国頭郡国頭村）

コンロンカ（崑崙花、学名：Mussaenda parviflora）はアカネ科コンロンカ属の常緑つる性木本。

## 特徴
低地から山地の林縁や松林などに生える。茎はややツル状になり伸びる。葉は長い楕円形で糸状の托葉がある。花序は頂生し、初夏に小さな黄色の花をつけるが、外側の花の萼片5枚中1枚が大きな白い花弁状になり目立つことから、「ハンカチの花」の別名で園芸用にも流通する。

## 分布と生育環境
屋久島・種子島～先島諸島。八重山列島には、葉裏の脈上に長毛が生える変種ヤエヤマコンロンカvar. yaeyamensisも分布するが、中間的な形態のものもある。

## 利用
庭木、園芸用。

## 近縁種
本種と同属のヒゴロモコンロンカMussaenda erythrophyllaなどを用いた種間交雑が盛んに行われ、萼片が大きく様々な色調の園芸品種が多く市販されている。

## 近縁種ギャラリー
園芸品種
（海洋博公園 熱帯ドリームセンターにて撮影）